# 営倉
営倉（えいそう）とは、大日本帝国陸軍における下士官兵への懲罰房。アメリカ軍のbrigに当たるが、独立した軍事刑務所の名称にもbrigを含むものがある（en:List of U.S. military prisons）。米軍では、人目にさらすために金網張りであるが、日本の営倉は外からは見えないようになっている。

## 概要
営倉の設置場所は、聯隊や大隊などの正門入口の衛兵所の奥にあった。
兵隊俗謡に「杉の丸太が二十と三本」などといわれたが、実際は杉の角材で格子を作ってあり、窓にもガラスは無く、格子になっていた。
通常の営倉は、板張りで3畳ほどの独房が3つほどならんでいる。室内にはおまるのような簡易トイレがあり、異臭を放っていたという。営倉の管理は、衛兵司令である週番下士官があたるが、週番司令・週番士官の巡察も義務づけられていた。

## 処罰内容など
営倉入りの命令権者は、独立の指揮権を持つ聯隊長・大隊長に限られる。処分は営倉と重営倉があった。
営倉は、兵食と寝具が与えられ、期間は1-14日まであった。重営倉は、1日6合の麦飯と水だけで、おかずは固形塩しか与えられない。寝具も無く、きわめて重い懲罰であったため、健康を考慮して3日を限度とされていた。なお、入倉中の俸給は、営倉が本来の5割、重営倉が本来の2割に削減された。
営倉に入る時には、自殺を防止するために、すべてのボタンやズボンの腰ひもなどをはぎ取られる。本来は、起床ラッパから消灯ラッパまでの一日中、正座していなければならないが、実際は横臥することも黙認されていた。
営倉に入る原因で多いものは、私的制裁・外出時刻遅延・喧嘩などで、窃盗・脱営・兵器の破損などは、憲兵に身柄が渡され、軍法会議にかけられる事になっていた。
海軍においても、軍艦の中に営倉に類似した独房があり、艦底に近い暗い場所に存在した。

## その他
営倉よりも軽い処罰として、外出止めがある。これは、中隊長の権限で行う事ができた。通常、1-3回ほどで、日曜日の外出を不許可にするものである。また、外出止めに似た懲罰としては、日曜日ごとに衛兵などの勤務に上番させられるというものもあった。こちらは、中隊を実質上取り仕切っている准士官によって、行状のよろしくない兵士に対して科す罰であった。
将校に対しての処罰には、訓戒・譴責・謹慎などがあった。
また、陸軍士官学校にも営倉があり、ここにも軽営倉と重営倉とがあった。軽営倉は演習中にやむを得ず兵器に傷をつけたような場合で、喧嘩や外出時刻延刻などといった場合には重営倉の処分となった。